# Nika Jaworowska-Duchlińska
Nika Jaworowska-Duchlińska (ur. 1969 w Olsztynie) – polska scenografka teatralna i projektantka kostiumów, malarka (olej, tempera, akryl na płótnie i papierze) i graficzka, rysowniczka, ilustratorka książek dla dzieci.

## Życiorys
W 1987 r. rozpoczęła studia w Państwowej Wyższej Szkole Sztuk Plastycznych w Poznaniu (dyplom w 1992 r.), m.in. w pracowniach: rysunku prof. Bogdana Wegnera, malarstwa prof. Jacka Waltosia, litografii prof. Lucjana Mianowskiego, ilustracji prof. Grzegorza Marszałka oraz plakatu prof. Waldemara Świerzego. Od 1993 r. studiowała na Akademii Sztuk Pięknych im. Jana Matejki w Krakowie na Podyplomowym Studium Scenografii Teatralnej i Telewizyjnej u prof. Andrzeja Krauze-Majewskiego i prof. Jerzego Skarżyńskiego (dyplom w 1997 r.). W 2016 r. ukończyła Podyplomowe Studium Polonistyczne „Literatura i książka dla dzieci i młodzieży wobec wyzwań nowoczesności” na Uniwersytecie Warszawskim. 
W 1996 r. pracowała dla ITI Film Studio w Warszawie. Od 1997 r. (do teraz?) współpracuje z reżyserem teatralnym Markiem Fiedorem. Zaprojektowała scenografie i kostiumy do ponad 20 przedstawień teatralnych w Teatrze Starym w Krakowie, Teatrze im. W. Horzycy w Toruniu, Teatrze Polskim w Poznaniu, Teatrze im. S. Jaracza w Łodzi, Teatrze Dramatycznym, Teatrze Studio, Teatrze Ateneum i Teatrze Powszechnym w Warszawie, we Wrocławskim Teatrze Współczesnym.  
Jako karykaturzystka zadebiutowała w dzienniku Rzeczpospolita w 1996 r. Współpracowała z takimi tytułami jak: Polityka, Wprost, Twój Styl, Gazeta Wyborcza oraz Dziennik Pojezierza. W 1992 r. odbyła się jej pierwsza indywidualna wystawa w poznańskim Muzeum Archeologicznym. Od tego czasu brała udział w wielu wystawach, także rysunku satyrycznego, w Polsce i za granicą. Za prace satyryczne otrzymała wiele wyróżnień i nagród, przyznanych między innymi przez Muzeum Karykatury w Warszawie. Prace artystki znajdują się m.in. w zbiorach Muzeum Karykatury im. Eryka Lipińskiego w Warszawie oraz Galerii Satyrykonu w Legnicy, a także w kolekcjach prywatnych w Polsce, Niemczech, Francji, Wielkiej Brytanii i Australii. Jest autorką Zająca Szarego Obywatela, postaci fikcyjnej, alter ego autorki – w prostych, stworzonych za pomocą czarnej kreski pracach autorka z ironię, dystansem i poczuciem humoru komentuje rzeczywistość: od kwestii politycznych poprzez ochronę środowiska na sprawach społecznych skończywszy. Wykłada Visual Thinking w Collegium da Vinci w Poznaniu. 
Autorka i ilustratorka książek dla dzieci. W 2012 roku zdobyła I nagrodę za ilustrację w konkursie „Nie ma dzieci, są ludzie" organizowanym z okazji Roku Korczaka przez Rzecznika Praw Dziecka. 

## Twórczość

### Proza i ilustracje
- Czarny Kapturek (2019, Ad Fontes) ilustracje do książki Karoliny Grabarczyk
- I ty możesz zmienić świat (2019, Media Rodzina) ilustracje do książki Karoliny Grabarczyk (czy współautorstwo?) – historie 42 bohaterów, którzy jeszcze będąc dziećmi sprawili, że świat stał się lepszy.
- Psierociniec. W poszukiwaniu straconego węchu (2018, Wilga) ilustracje do książki Agaty Widzowskiej – historia psa o imieniu Budzeł, który pewnego razu traci węch,
- Tribajka: Czerwony Kapturek, Trzy Świnki, Smok wawelski (2019, Dziwny pomysł) współautorka wraz z Karoliną Grabarczyk – znane bajki w nowej odsłonie
- Z Duchem (do) Teatru (2017, Bajka) – autorski przewodnik po teatrze stworzony z myślą o najmłodszych widzach.
- Droga do Nobla. Historia Marii Skłodowskiej-Curie (2017, Egmont) – ilustracje do książki Ewy Nowak
- Gang fałszywych Mikołajów (2016, Widnokrąg) – autorski zeszyt kreatywny, w którym każdy czytelnik może stworzyć swoją własną historię i zabawić się w detektywa
- Potworaki usypiaki (2015, Jaguar) – ilustracje do książki Anety Todorczuk-Perchuć
- Bajki La Fontaine | Fables (2015, Widnokrąg) – współautorka ilustracji wyjątkowego wydania ośmiu bajek Jeana de La Fontaine’a
- Misja Lolka Skarpetczaka (2009, Wydawnictwo Literatura) – ilustracje do książki Tomasza Trojanowskiego
- Uciekinierzy (2008, W.A.B.) – ilustracje do książki Tomasza Trojanowskiego
- Wielki powrót (2007, W.A.B.) – ilustracje do książki Tomasza Trojanowskiego
- Poczwarka od dziecka do człowieka (2007, W.A.B) -  projekt okładki do książki Midasa Dekkersa

### Realizacje scenograficzne
- 2014: Paternoster, kostiumy, WTW, Wrocław
- 2011: Rewizor, teatr im. S. Jaracza, Łódź
- 2011: Konformista, Teatr Powszechny, Warszawa
- 2010: Stara kobieta wysiaduje, kostiumy, Teatr im. S. Jaracza, Łódź
- 2009: Moja córeczka, Teatr Ateneum, Warszawa
- 2008: Bitwa pod Grunwaldem, Teatr Studio, Warszawa
- 2008: Gdy rozum śpi, budzą się demony, Teatr Polski, Łódź
- 2007: Wyszedł z domu, Teatr Polski, Poznań
- 2006: Kobieta sprzed 24 lat, Teatr Polski, Poznań
- 2004: Dżuma, Teatr im. S. Jaracza, Łódź
- 2004: Samobójca, Teatr Dramatyczny, Warszawa
- 2003: Blackout, DCPK Warszawa
- 2000: Anioły w Ameryce, Teatr im. W. Horzycy, Toruń
- 2000: tryptyk wyspiański, Stary Teatr w Krakowie
- 1999: Don Juan, Stary Teatr w Krakowie
- 1998: tryptyk wyspiański, Teatr Polski, Poznań
- 1997: oprawa koncertu zespołu Mafia, Ground Zero, Warszawa
- 1997: Ożenek, Teatr im. W. Horzycy, Toruń
- 1995:  fragmenty utworów Geneta, PWST, Kraków, reż. Grzegorz Wiśniewski
- 1995: Pop Show, Quasikabaret Rafała Kmity, Festiwal PAKA, Kraków
- 1995: oprawa koncertu finałowego Juwenalia, Kraków
- 1995: asystent u Krystyny Zachwatowicz przy realizacji Mishimy w reż. A. Wajdy, Stary Teatr w Krakowie

## Nagrody
- 2019 brązowy medal w kategorii Stop w konkursie Satyrykon Legnica dla pracy pt. Kiecka
- 2018 wyróżnienie w kategorii Żart i satyra w konkursie Satyrykon Legnica dla pracy pt. Po ptakach
- 2012: I nagroda w ogólnopolskim konkursie na ilustrację Nie ma dzieci, są ludzie, Rok Korczaka, organizowanym przez Rzecznik Praw Dziecka
- 2008: nominacja w konkursie Książka Roku PS IBBY za ilustracje do książki Uciekinierzy Tomasza Trojanowskiego
- 2007: nominacja w konkursie Książka Roku PS IBBY za ilustracje do książki Wielki powrót Tomasza Trojanowskiego[1]

## Wystawy

### Indywidualne
- 2012: Wystawa prac malarskich Podróże, Tamika, Warszawa
- 2012: Wystawa obrazów dla dzieci Kumple pingwina, Plac zabaw, Warszawa
- 2005: Wystawa prac malarskich, Balsam, Warszawa
- 2004: Wystawa prac malarskich, Bluemelon, Warszawa
- 2002: Wystawa prac malarskich, Galeria pod Różą, Warszawa
- 2000: Bajki, cafe Między nami, Warszawa
- 1999: Anioły, cafe Między nami, Warszawa
- 1999: Galeria 99, Olsztyn
- 1998: A deux mains, cafe Między nami, Warszawa
- 1996: Wystawa malarstwa i projektów scenograficznych, rysunków satyrycznych, PWST Kraków
- 1995: Wystawa prac litograficznych, Centrum Judaica, Kraków
- 1992: Galeria ZPAP, Olsztyn
- 1992: Wystawa prac malarskich (praca dyplomowa), Muzeum Archeologiczne, Poznań

### Zbiorowe
- 1997: Muzeum Karykatury w Warszawie
- 1994: Wystawa młodych, BWA Olsztyn
- 1991: So De Glo, wystawa pokonkursowa, Poznań
- 1990: Coup de Lune, wystawa pokonkursowa, Paryż